# Euodia robusta
Euodia robusta là một loài thực vật thuộc họ Rutaceae. Loài này có ở Malaysia và Singapore. Chúng hiện đang bị đe dọa vì mất môi trường sống.